# 栄原永遠男
栄原 永遠男（さかえはら とわお、1946年10月25日 - ）は、日本の日本古代史学者。大阪市立大学名誉教授。大阪歴史博物館名誉館長。

## 経歴
1946年、東京に生まれ、生後まもなく大阪に移った。京都大学文学部で学び、1969年に卒業。同大学院文学研究科に進学し、1974年に博士課程を単位取得退学。
1975年、追手門学院大学講師に就いた。後に助教授昇格。1981年、大阪市立大学大学院文学研究科助教授に転じた。1993年、学位論文『奈良時代流通経済史の研究』を京都大学に提出して文学博士の学位を取得。1994年、同大学文学部教授に昇格。2001年からは同大学文学研究科教授。2005年から2006年まで同大学文学研究科長・文学部長を務めた。
2010年に大阪市立大学を定年退任し、名誉教授となり、以降は特任教授として勤務。2014年、大阪歴史博物館館長に就任。2020年に退任し、名誉館長となった。2024年(令和6年)1月の歌会始の儀では召人となり、「歌木簡(うたもくかん)かかげ三十一(みそひと)文字をよむ 温(ぬく)き響きに座は和みたり」と詠んだ。
委員、役職ほか
- 木簡学会会長
- 出土銭貨研究会会長
- 正倉院文書研究会代表
- 東大寺史研究所所長[2]
- 一般財団法人大阪市文化財協会理事長[7]

## 受賞・栄典
- 第16回角川源義賞（国史学部門）を受賞[2]。

## 研究内容・業績
専門は日本古代史。正倉院文書や東大寺の歴史に関する著作が多い。

## 著作[2]
著書
- 『日本の歴史 4 天平の時代』集英社 1991
- 『奈良時代流通経済史の研究』塙書房 1992
- 『日本古代銭貨流通史の研究』塙書房 1993
- 『今よみがえる紫香楽宮 新しい淡海文化の創造に向けて 改訂版』信楽町教育委員会 1999
- 『奈良時代の写経と内裏』塙書房 2000
- 『奈良時代写経史研究』塙書房 2003
- 『紀伊古代史研究』思文閣出版 2004
- 『よみがえらそう紫香楽宮 甲賀寺と紫香楽宮』甲賀市教育委員会 2007
- 『正倉院文書入門』角川叢書 2011／改訂 法蔵館文庫 2025
- 『日本古代銭貨研究』清文堂出版 2011
- 『万葉歌木簡を追う』和泉書院(人文学のフロンティア大阪市立大学人文選書） 2011
- 『聖武天皇と紫香楽宮』敬文舎(日本歴史 私の最新講義） 2014

共編著
- 『和歌山県の歴史』小山靖憲・武内雅人・弓倉弘年・笠原正夫・高嶋雅明共著、山川出版社） 2004
- 『神仏と文字』吉川弘文館(文字と古代日本） 2005
- 『平城京の落日』清文堂出版(古代の人物） 2005
- 『難波宮から大坂へ』仁木宏共編、和泉書院、大阪叢書 2006
- 『律令国家史論集』西山良平・吉川真司共編、塙書房 2010
- 『日本古代の王権と社会』編、塙書房） 2010
- 『難波宮と都城制』中尾芳治共編、吉川弘文館） 2014

論文
- CiNii(栄原永遠男)